# なないちゃんとあそぼ!
『なないちゃんとあそぼ!』は、同人サークルVRJCCが開発し、コミックマーケット90で頒布したアダルトゲームである。
本項では続編である『アンナちゃんとあそぼ!』についても解説する。

## システム
本作は、ヒロインであるなないちゃん（声：小林蟻巣）との触れ合いを楽しむ成人向けVRゲームである。
本作は、無線LANに接続したスマートフォンをエアドール（空気を入れて膨らませるタイプのラブドール）等ジャイロセンサーが反応する物体に取り付けることにより、取り付けた物体の振動をセンサーが読み取ってゲーム内のヒロインの動きに反映する仕組みがとられている。また、視線操作にも対応しており、画面内にあるアイコンを一定時間見つめることで、ヒロインの服を脱ぎ着させることもできる。
専用のヘッドセットがない場合は、パソコンからスマートフォン用VR動画を転送し、スマートフォン用アプリを起動すれば、スマートフォン向けVR動画として楽しむことができる。

## 開発
プログラマーとして活動していたRobaは、VRが登場した際、アダルトVRを作る者が将来出てくると考え、「自分がアダルトVRを作ったらこうなるだろう」と思い試作品を作成した。VRJCC代表である会長はその試作品を気に入り、本作の開発につなげた。
当時発売していたVRゴーグルにコントローラーがなかった為、Robaは誰でも持っているスマートフォンをプレイヤーの衣服のポケットに入れて振動させる方法を思いついた。その後Robaはエアドールにスマートフォンを取り付けたり動きを追加するといったアイデアを得、最終的にはスマートフォンのジャイロセンサーを使った操作体系の導入にたどり着いた。
モデルのアニメーションの作成には、モーションキャプチャスーツPerceptionNeuronによる動体取り込みが用いられた。
その後のバージョンアップに伴い、アダルトコンテンツを手掛けるみうらさぶろうが演出家として起用された。
みうらは知り合いを通じてRobaの家にある本作のVar.1版を試遊し、演出家として起用された後は脚本を練り直したりモーションの提案を行った。
演出にあたり、みうらはヒロインとのやり取り自体が作り物だと思われないようにするために注意を払い、無限のバリエーションをつくってプレイごとに内容に多様性を持たせることを実現する形でリアリティを追求した。
みうらはVar.1において性交中のヒロインが何度も同じ喘ぎ声を出すことに気づいていたほか、体験版を遊んだユーザーからも同様の要望があったため、動きごとのセリフを20パターン以上用意した。
また、新たな体位の追加や既存の体位のカットを新たに収録するため、アダルトビデオ女優の檸檬.がモーションアクターとして起用された。
女優一人だけではできない動きを収録するときは、みうらが檸檬.の尻を押した。
追加する体位は2・3程度だったが、各体位ごとに速さの異なる動きが10種類あったほか、体位を変える動きや絶頂を迎える動きも収録する必要があったため、追加の体位を収録するだけでも4時間かかった。
その一方、みうらはシステムの仕様を考えずに自分たちができることだけを追求した結果、使えないものも出てきてしまい、関係者の時間を無駄にしてしまったとPenguinVRとのインタビューの中で振り返っている。

### 発売
本作の製品版は2016年8月14日のコミックマーケット90にて頒布された。
2016年10月22日、ImagineVRにて日本語版と英語版の配信が開始された。また、今後のアップデートや多言語対応等に必要な開発資金を得るため、Patreonを通じたクラウドファンディングが同日に開始された。
2017年2月22日、本作の中国語版が発売された。

### アンナちゃんとあそぼ！
本作の続編である『アンナちゃんとあそぼ！』は、2017年12月21日に日本を含む全世界で発売され、ローカライズはImagineVRが担当した。
ヒロインであるアンナちゃん（声：大山チロル）は、なないちゃんよりも肉体的・精神的により大人びた感じの少女として設定されている。

## スタッフ
- キャラクターデザイン：2c=がろあ(ホンノキモチヤ )
- 3Dモデルデザイン：かこみき

## 反響

### コミックマーケット90での反響
コミックマーケット90で頒布された製品版の価格は単体版・ヘッドセット同梱版ともに3,000円と同人ゲームにしては高価であるにもかかわらず、13時の時点でヘッドセット同梱版が完売するほどの人気を博した。その一方、C90の来場者からは体位やセリフのバリエーションを増やしてほしいといった要望が寄せられた。

### その他イベントでの反響
本作の操作体系はC90以外のイベントでも大きな反響を呼んだ。
本作は女性からも注目を集めており、VRエキスポでは女性の体験者も多かったほか、本作の開発スタッフがエアドールの代わりに実際の男性を使って本作をプレイした動画をTwitterに投稿したところ、女性からの注目が寄せられた。
Robaはトイズマガジンのもちづき千代子とのインタビューの中で、「キャラクターを男にすればよいので、技術としては不可能ではないし、アイデアをくれる女性の声も多い。しかし、彼女たちが求めるものがそれぞれ異なる」と本作の女性向け版を作る難しさを語り、会長ももちづきとのインタビューの中で、「各々が『自分がスタンダードだ』と思っているため、どこまでが一般論なのかがわかりにくい」と述べている。

## 評価
ねとらぼの戸津弘貴は、アダルトVRフェスタ01に出展されたバージョンについて、「エアーダッチの動きに合わせて画面内のキャラクターも反応するため、没入感が極めて高い。幸い、ボイスがまだ実装されていなかったので、なんとか理性は保てたが、もしボイスが入っていたらきっと恐ろしいことになっていたのだろう」と述べている。
また、戸津はこの出展版の体験者の感想と他人から見た状態の乖離が最も大きかったとし、ただのビニール製のラブドールがVRと組み合わせることで一気にリアルに感じられることが不思議だと述べた。
Kai-Youの布村喜和は、2016年8月3日のイベント「オトナの♡科学実験教室」で製品版を遊んだ感想について「こちらの腰の動きになないちゃんが反応するため、事実をゲームとして処理できず、脳が軽いパニックを起こしかけた」と述べている
また、布村は「オトナの♡科学実験教室」の女性参加者の感想として、「モデリングがアニメ調だったことからそこまで期待していなかったが、実寸に近かったため、不思議な没入感があって驚いた。男性の視点から見ることはできなかったが、『どの角度から見るとえっちに見えるか』といった監督になった気分を味わった」という声を取り上げた。